# Chris Blackwell
Chris Blackwell (1937. június 22. –)  az  Island Records kiadó alapítója.

## Életrajza
Londonban született ír apától  és Costa Rica-i szefárd zsidó anyától. Gyermekkorát Jamaica szigetén töltötte.
Szülei Angliába küldték tanulni. Egyetemre nem ment, helyette ingatlanüzlettel foglalkozott, így került kapcsolatba az angliai fekete jamaicai népességgel. Mikor visszatért Jamaicára, kivitt magával sok angliai lemezt, amelyeket akkoriban ott nem lehetett beszerezni.
Ekkor kezdett  felvételeket készíteni és ekkor alapította meg az Island Records kiadót. 
Először fehér zenekarokat szerződtetett, elsők között a  The Spencer Davis Group-ot.